# Josef Schwerzmann
Josef (Sepp) Schwerzmann-Hager (Richterswil, 29 december 1929 – 4 oktober 2021) was een Zwitsers componist en dirigent.

## Levensloop
Schwerzmann kwam al vroeg met de harmoniemuziek in contact. Hij was lid in verschillende harmonieorkesten en ook lid van een Zwitsers Armeespiel (militaire muziekkapel). Hij studeerde aan het Konservatorium für Klassik und Jazz te Zürich compositie en orkestdirectie. 
In 1955 werd hij dirigent van de Kadettenmusik Horgen en bleef 35 jaar in deze functie. In deze tijd werd het muzikale niveau van het harmonieorkest verbetert.
Als componist schreef Schwerzmann vooral werken voor het medium harmonieorkest.
Josef Schwerzmann overleed in 2021 op 91-jarige leeftijd.

## Composities

### Werken voor harmonieorkest
- 1967 Schinzenhof
- 1968 Oetiker Marsch
- 1971 Seegarten-Marsch
- 1974 Horgen
- 1982 Flotte Jugend
- 1985 De Horgener-Kadett